# Гробниця Червоної королеви

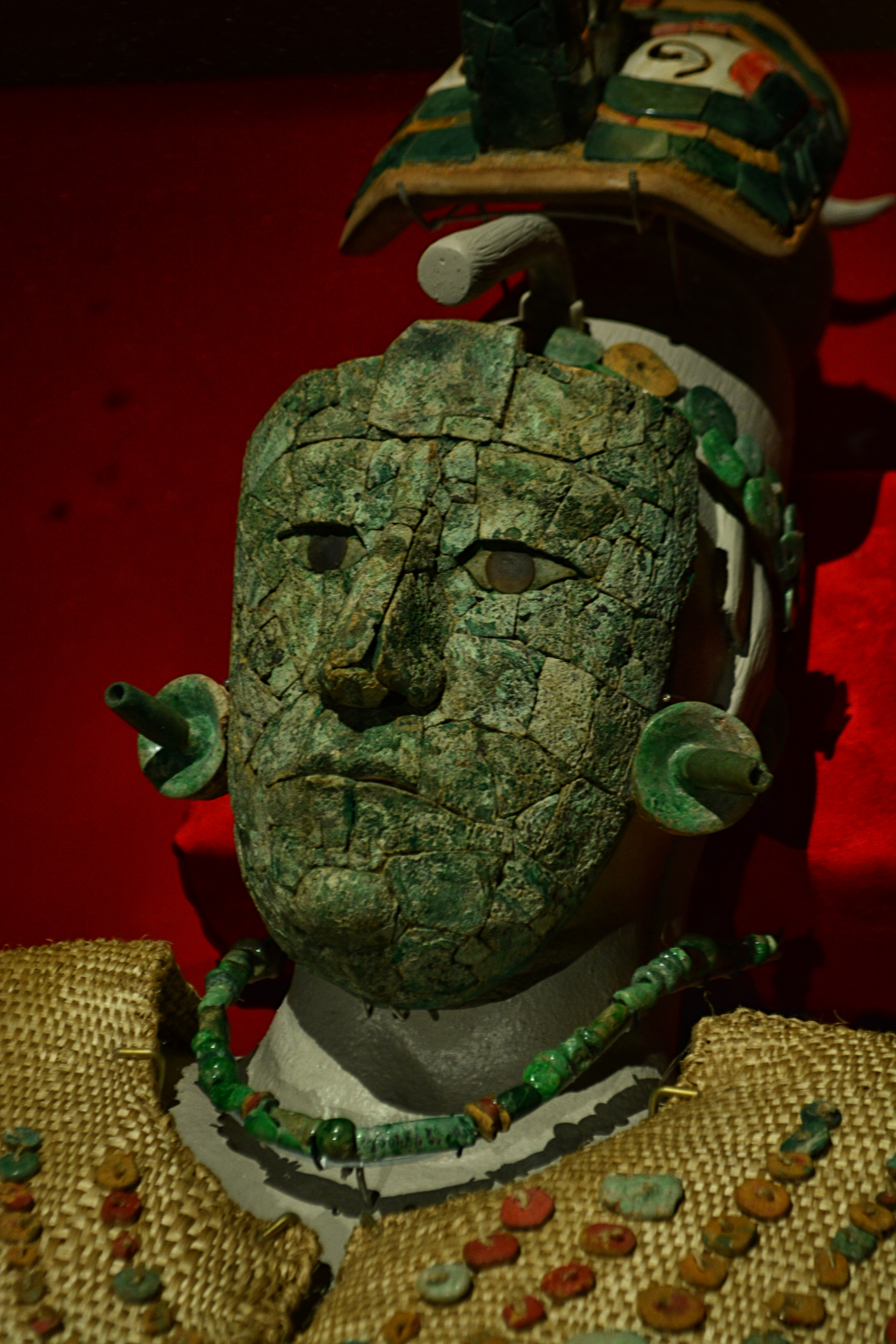
Поховальна маска, прикраси та головной убір Червоної королеви (назва від червоної кіноварі, якою було вкрите тіло)

Гробниця Червоної королеви (ісп. Reina Roja) — поховальна комора з тілом померлої жінки вищого рангу, випадково знайдена 1994 року в колишньому місті Паленке.

## Походження назви
Назва поховання пізня, штучна і походить від червоної фарби, котрою засипали тіло померлої під час поховання. Цю назву дали археологи.

## Дещо про місто
Паленке — назва міста стародавніх мая. Місто було розташоване у передгір'ї Чіапас. Поселення мало вигідне розташування, позаяк було в місцині, де протікало декілька річок (з водоспадами і ставками) у посушливому районі. Тому згодом місто стало одним із впливовіших поселень у Центральній Америці в доколумбовий період. Хоча тут були розташовані міста й з більшою кількістю мешканців.
За розшуками дослідників місто мало назву Lakamha за самоназвою місцевих мая, що в перекладі означало «Велика вода». Мая оселились тут у період 200—600 років. Приблизно у 800-х роках місто було покинуте мешканцями і його земельну ділянку поглинув тропічний ліс.

## Історія відкриття міста Паленке європейцями
Іспанці вперше відвідали місцевість у 1773 і 1784 роках. 1786 року відбулася військова експедиція, яка за мету мала зовсім не наукові дослідження. Ставлення до американських територій було суто прагматичним, колоніальним у гіршому розумінні цього терміну і метою був пошук скарбів для швидкого збагачення. Саме цим обумовлений штурм стін покинутого міста та його споруд у пошуках скарбів і виробів із золота. Але «царських», тобто багатих, поховань у той рік не знайшли.

Відомості про покинуте місто спонукали декількох авантюрно налаштованих осіб відвідати руїни також у 19 столітті. Від їхніх візитів навіть залишились замальовки споруд і звіти у іспаномовних періодичних виданнях.

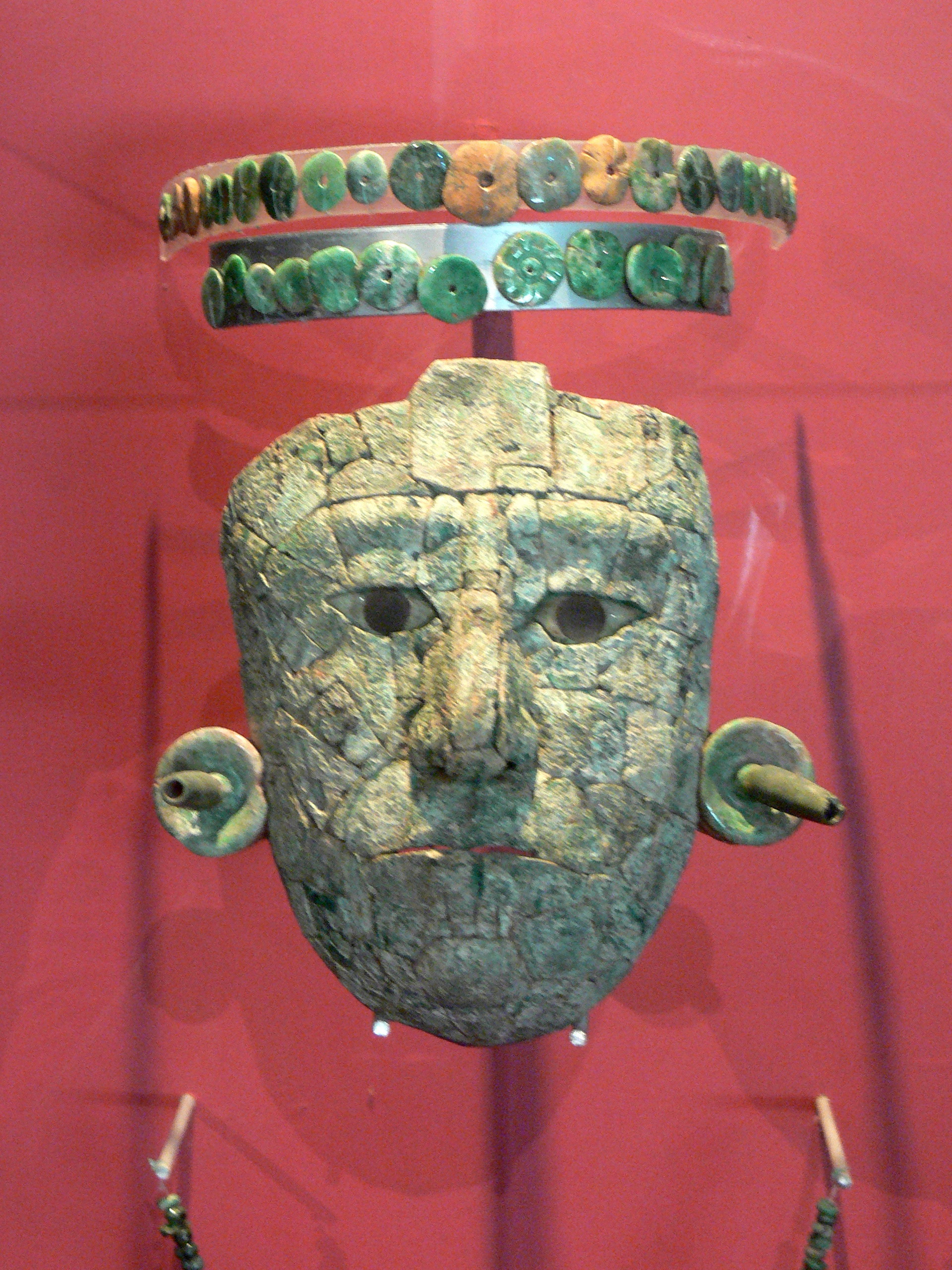
Діадема і поховальна маска вельможної пані з Паленке. Фото 2008 року.

## У 20 столітті

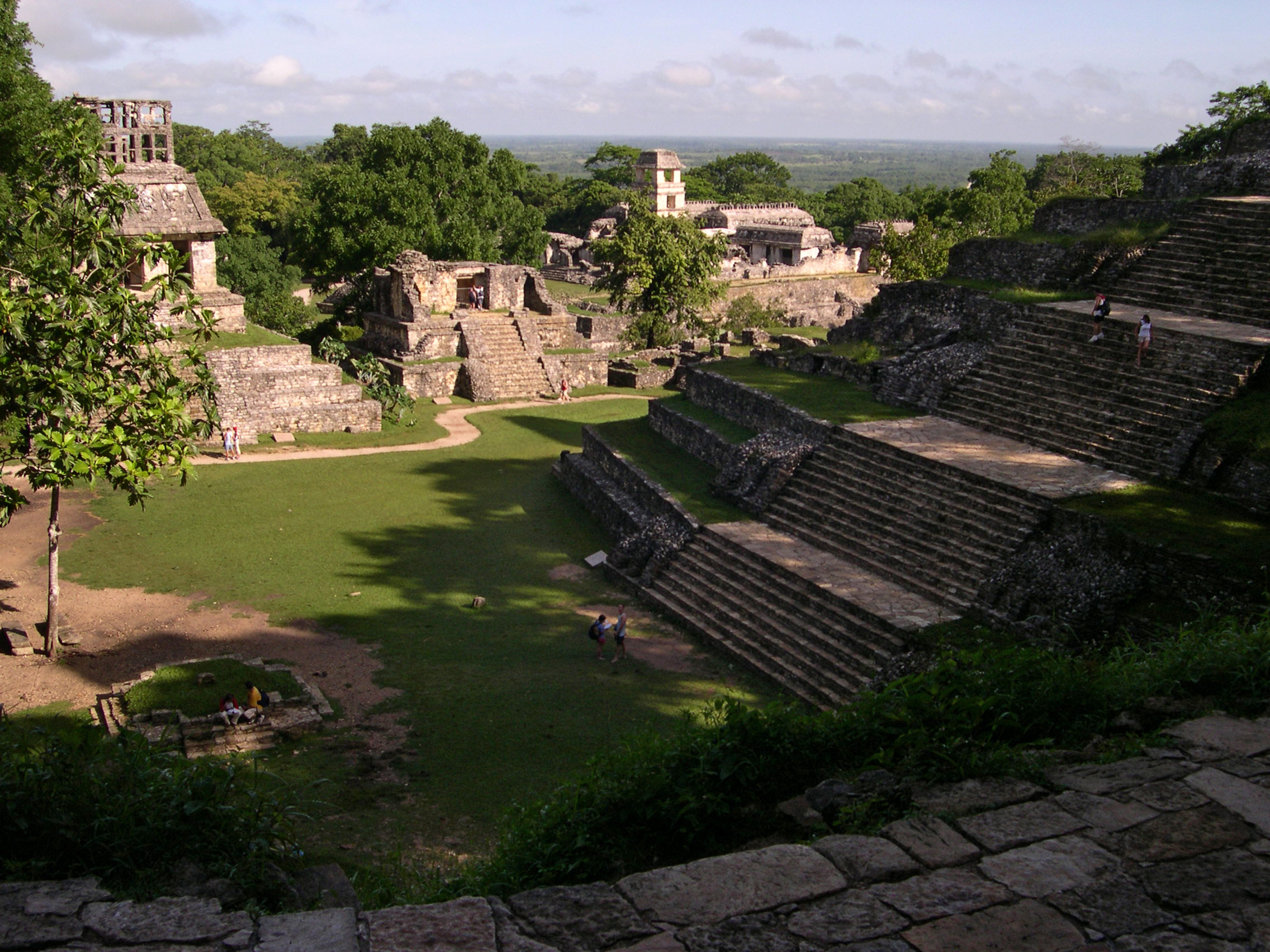
Центральна частина Паленке після розкопок і реставрації, фото 2005 року

Доволі систематичне дослідження руїн відбулося у 20 столітті. Так, 1948 року археолог Альберто Руіс Луїльєр при обстеженні піраміди Написів знайшов прихований вхід до якогось приміщення. Через чотири роки розчищення сходинок була знайдена гробниця індіанського вождя Пакаля.
Пакаль був володарем міста у 615–683 роках. Поряд із пірамідою Написів розташовані дві подібні за архітектурою, але помітно менші за розмірами.
Неподалік був розташований так званий храм ХІІІ, який десятиліттями залишався не обстеженим і не розкопаним. Його висота дорівнювала дванадцяти метрів, храм мав сходинки до її верхівки. Але сходинки були поруйновані, а сама споруда завалена сміттям і камінням. 1973 року храм ХІІІ обстежив археолог Хорхе Акоста, але тільки дві його тераси і нічого тоді не знайшов.

## Відкриття поховання Червоної королеви

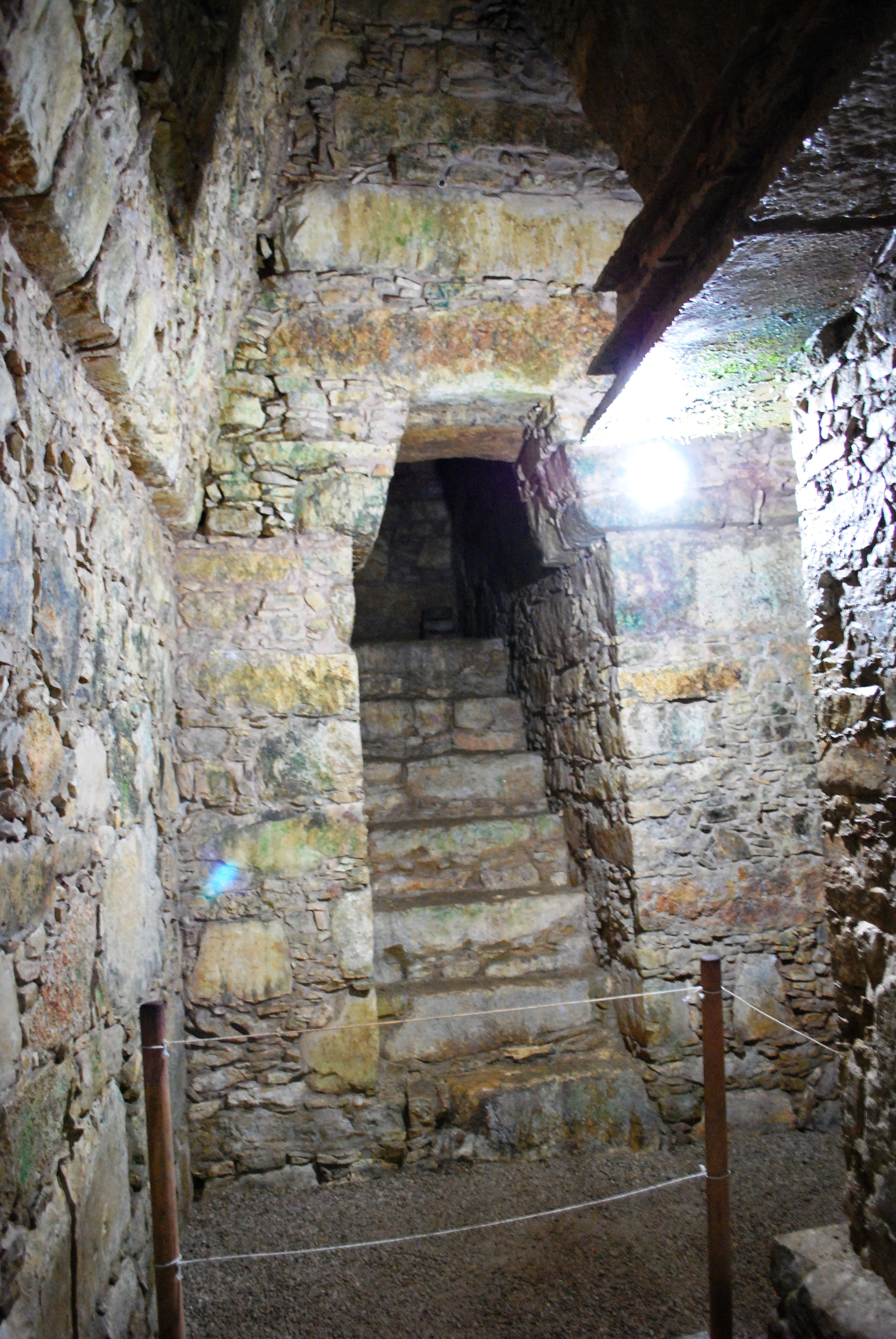
Третя комора з розчищеним вхідним отвором, фото 2011 року.

Навесні 1984 археолог Арнольдо Гонсалес Круз і його команда з Національного інституту антропології та історії Мексики розпочали нове дослідження храмової споруди ХІІІ. При обстеженні другого рівня піраміди був знайдений дверний отвір у вертикальній структурі, забитий сміттям. Вхід до поховальної комори був на відстані шість метрів. Виявилось, що це лише перший етап і археологів чекав новий коридор у п'ятнадцять метрів, вибудований з брил вапняка. Довгий коридор приводив до якихось комор. Їх виявилось три, дві невеликі були порожні. А третя була заблокована муром з тиньком і .
Мур первісно не руйнували з міркувань не пошкодити якісь артефакти, якщо вони є в неушкодженій коморі. Був зроблений невеликий отвір 15 на 15 см. При первісному огляді археологи побачили гробівець і переконались, що гробниця залишилась недоторканою.

## Поховальна комора із саркофагом
Поховальна комора мала розміри 3,8 на 2,5 метрів. Стіни комори були викладені з вапняка і не мали ні тинькування, ні якихось прикрас чи стінописів, ні їхніх залишків.
Майже увесь її простір на підлозі був перекритий саркофагом розміром 2,4 на 1,8 метрів. Поряд із кришкою із західного боку найшли кістяк хлопчика приблизно у віці 11 років, принесеного у жертву і без слідів поховання (його вважають слугою похованої пані). Зі східного боку також знайдений кістяк жінки у віці приблизно 30-35 років без слідів поховання і яку теж вважають служницею вельможної пані.
Кам'яна кришка саркофага була завтовшки 10 сантиметрів. Її підняли на висоту двадцять сантиметрів і зазирнули під неї. Шляхетна пані колись була покладена на спину. Кістяк пані був оточений великою кількістю виробів з нефриту і перлів, серед яких були кістяні голки, намистини тощо. Голову померлої пані прикрашала діадема з нефритових шматочків, а її обличчя прикрите поховальною маскою, створеною з пластівців нефриту і малахіту, насичено зелений колір яких обожнювали мая. Тіло шляхетної пані було засипане червоним пігментом, що і надало назву похованню.

## Дослідження кістяка вельможної пані з Паленке
Були використані усі засоби досліджень кістяка та датування речей з поховання. Керамічні стулки і два керамічні глеки з поховання були ідентифіковані з подібними, знайденими у інших містах. За датуванням вийшли на 600—700 роки н. е. Була успішно видалена ДНК з кістяка вельможної пані. Її вік становив приблизно 60 років і вона дивом зберегла чудові зуби. Але кістяк мав ознаки помітного остеопорозу, хоча пані добре харчувалась у порівнянні з пересічними мешканцями міста. Ні на керамічних виробах, ні на стінах поховальної комори не було знайдено якихось написів або вказівок імені пані.
Її ДНК не збігалося із ДНК Пакаля і не підтверджувало їхню спорідненість або родинність. Тим не менше розкішні речі у похованні були вказівками на надто високий соціальний стан пані, а аналоги речей схожі з коштовностями у похованні Пакаля.
За черговою версією шляхетна пані може бути бабусею останнього володаря міста. На меті дослідників міста Паленке розкопати недосліджені споруди старовинного міста і, якщо пощастить, знайти або синів і нащадків Пакаля, або родичів шляхетної пані, умовно названої Червоною королевою.